# دختر اهل کلگری
دختر اهل کلگری (انگلیسی: The Girl from Calgary) یک فیلم موزیکال پیشا-کد آمریکایی است که در سال ۱۹۳۲ منتشر شد.

## بازیگران
- فیفی د اورسی
- پال کلی
- رابرت وارویک
- ادوین ماکسول
- آسترید آلوین
- تاینی سندفورد